# Caterina Banti
Caterina Banti (Roma, 13 de junho de 1987) é uma velejadora italiana, campeã olímpica.

## Carreira
Banti participou dos Jogos Olímpicos de Verão de 2020 em Tóquio, onde participou da classe Nacra 17, conquistando a medalha de ouro ao lado de Ruggero Tita com a totalização de 35 pontos ao final das treze regatas. Ambos voltaram a alcançar o topo do pódio nos Jogos de 2024, na mesma classe, com amplo domínio nas regatas em disputa.
Tita e Banti ganharam duas medalhas no Campeonato Mundial de Nacra 17, ouro em 2018 e bronze em 2017, e três medalhas de ouro no Campeonato Europeu de Nacra 17, entre 2017 e 2020. Ela também é bacharel em línguas estrangeiras pela Universidade La Sapienza de Roma.